# マルシア・ファッジ
マルシア・ファッジ（英語 : Marcia Fudge、1952年10月29日 - ）は、アメリカ合衆国の政治家、弁護士。

## 来歴
1952年10月29日、アメリカ合衆国オハイオ州カヤホガ郡クリーブランド市に生まれる。その後、両親が離婚し、離婚後はユニオンオーガナイザーである母と暮らした。
1971年、シェーカーハイツ高等学校を卒業。1975年、オハイオ州立大学コロンバス校を卒業。理学士を取得した。1983年、クリーブランド州立大学クリーブランド・マーシャル法科大学院で法務博士を取得。その後、オハイオ州カヤホガ郡検察局長、オハイオ州カヤホガ郡予算委員会委員長、オハイオ州カヤホガ郡個人財産税局長などを歴任。1999年にはステファニー・タブス・ジョーンズ下院議員のスタッフとなり、翌2000年まで務めた。同年、ウォレンズビルハイツ市長に選出。女性かつ黒人初のウォレンズビルハイツ市長となり、市長職を2期務めた。
2008年、ジョーンズの急逝により民主党の後継候補に指名され、同年10月に行われたオハイオ州第11選挙区の補欠選挙において初当選。その後、7回再選し、下院では教育労働委員会、科学・宇宙・技術委員会、農業委員会、下院運営委員会に所属し、下院運営委員会選挙小委員会委員長、農業委員会栄養・監視・省庁運営小委員会委員長を務め、農業委員会では栄養プログラムの保護・拡大、健康食品のアクセス改善に努め、「児童肥満啓発月間」の創設に尽力した。2013年1月3日にはアメリカ合衆国議会黒人議員連盟（CBC）議長に就任し、2015年まで務め、2014年8月に発生したマイケル・ブラウン射殺事件ではCBCの対応を指揮した。また2015年には、全児童・生徒学業達成法（ESSA）の成立に伴う初等中等教育法（ESEA）の再承認に際し、協議委員会の委員として低所得層の児童・生徒がいる学区への連邦資金の確保にあたった。2021年3月10日、下院議員を辞任。
2020年12月10日、アメリカ合衆国住宅都市開発長官に指名され、2021年3月10日、上院で賛成66反対34の賛成多数で承認。指名承認公聴会では新型コロナウイルス感染症の流行による影響で家賃や住宅ローンの支払いを滞納している国民への追加支援の必要性を訴えた。
2024年3月11日、住宅都市開発長官の退任を表明し。同月22日付で退任。